# Конти (Ласький повіт)
Конти (пол. Kąty) — село в Польщі, у гміні Відава Ласького повіту Лодзинського воєводства.
Населення — 126 осіб (2011).
У 1975-1998 роках село належало до Серадзького воєводства.

## Демографія
Демографічна структура станом на 31 березня 2011 року:
|          | Загалом | Допрацездатний вік | Працездатний вік | Постпрацездатний вік |
| -------- | ------- | ------------------ | ---------------- | -------------------- |
| Чоловіки | 56      | 12                 | 33               | 11                   |
| Жінки    | 70      | 11                 | 35               | 24                   |
| Разом    | 126     | 23                 | 68               | 35                   |